# 邦正美
邦 正美（くに まさみ、1908年1月2日 - 2007年4月4日）は、日本の舞踊家である。
蔚山出身。東京帝国大学卒。哲学博士。

## 略歴
蔚山の裕福な家庭に生まれる。1921年 釜山中学校在学中, 13才の時、英国人のエルザ・ウィザース女史に舞踊 の手ほどきを受けたのをきっかけに舞踊に興味を持つ。開化派の一員だった父親から日本への留学を勧められ、旧制松江高等学校を経て東京帝国大学文学部で美学を専攻。大学在学中に石井漠の舞踊レッスンを半年間受け、1932年には処女作「憂鬱の協奏曲」を東大内のホールで発表し、帝大生が踊ったことで周囲を驚かせた。1933年には、無音楽舞踊（打楽器を伴奏とし動きを主体とする舞踊）作品の公演会を行ない、大学に通いながら、夜はプロの舞踊家として舞台にも立ちはじめる。
1934年に大学を卒業し、私立大学の美学教師を務めながら、アイヌ舞踊をはじめさまざまな舞踊を学ぶ。1937年に日本政府の奨学金により、フリードリヒ・ヴィルヘルム大学(現・フンボルト大学ベルリン)へ留学し、ナチスドイツの宣伝省が設立した当時世界で唯一の国立舞踊学校で学び、ドイツ表現主義舞踊の指導者ルドルフ・ラバンやマリー・ヴィグマンらに師事した。ドイツ、イタリア、ハンガリーなど欧州各地で公演を行い、日本舞踊の指導者として活動するほか、朝日新聞の特派員も務め、終戦の1945年に帰国した。米国戦争情報局(OWI)の資料には、邦はドイツ兵のための従軍慰問団の一員として欧州各地で公演しており、OWIがドイツでの日本の諜報活動の中心人物のひとりと見なしていた同盟通信社ベルリン支局長江尻進（1908－1996）の部下として邦の名前を記している。江尻と邦は同年でともに帝大卒であり、友人関係は生涯続いた。ナチスドイツ崩壊後、邦はドイツ残留を望んだが、占領軍ソ連によって日本へ強制送還された。
帰国後は舞踊や欧州事情についての本を多く執筆したほか、邦正美舞踊研究所を開き、日本国内外で幅広いジャンルのダンス創作や、ダンス教育の活動を展開し多くの人材を輩出した。1960年代にアメリカに移住し、1965年にはカリフォルニア州立大学フラトン校の名誉教授となり、のちロサンゼルスで邦ダンス・ファウンデーションを主宰した。
最晩年は日本に戻り、2007年4月4日、老衰のため99歳で逝去した。2013年、妻の江原冨代（1970年にロスで邦の弟子となりその後結婚）を理事長に世田谷の自宅に邦正美記念室をオープンし、資料の公開を行なっている。
ドイツ人女性ガブリエラ・ヘルベルトとの間に1941年にもうけた息子の子にアメリカのコメディアンフレッド・アーミセンがいる。

## 主な著書
- 邦正美『芸術舞踊の研究』冨山房、1942年。全国書誌番号:46023445。
- 邦正美『創作舞踊』鹿鳴出版社、東京、1949年。全国書誌番号:49008826。
- 邦正美『教育舞踊―理念と方法論 学校舞踊の基礎理論と指導法』万有社、東京、1950年。全国書誌番号:49013897。
- 邦正美『教育舞踊原論』万有出版、東京、1960年。全国書誌番号:60015363。
- 邦正美『舞踊の文化史』岩波書店、東京〈岩波新書〉、1968年。OCLC 22359113。全国書誌番号:68007445。
- 邦正美『舞踊の美学』冨山房、1973年。全国書誌番号:75043063。
- 邦正美『ベルリン戦争』朝日新聞社〈朝日選書 473〉、1993年。全国書誌番号:93038063。

### 論文
- 邦正美「舞踊の美学」『美學』第25巻第1号、冨山房、東京、1974年6月、61-65頁、NAID 110003713555、OCLC 15374679、全国書誌番号:75043063。
- 邦正美「幼児教育における舞踊の地位」『幼児の教育』第73巻第12号、日本幼稚園協会、1974年12月、6-8頁、CRID 1050564288211739648、hdl:10083/41605。
- 邦正美「ライエンタンツの提唱」『テアトロ』第10巻第10号、カモミール社、1948年11月、23-26頁、NAID 40002486983。
- 邦正美「ライエンタンツの実際」『テアトロ』第10巻第11号、カモミール社、1948年12月、23-26頁、NAID 40002486886。

- Hoffmann, Frank (2015). Berlin Koreans and Pictured Koreans. Koreans and Central Europeans: Informal Contacts up to 1950, vol. 1. Vienna: Praesens. ISBN 978-3-7069-0873-3
- 古郡弘美「日劇での邦正美作品」『Corpus』第6号、コルプス、2009年2月、64-67頁。

- 吉田悠樹彦「邦正美を偲んで」『Corpus』第6号、コルプス、2009年2月、54-63頁。